# ボリス・フェドチェンコ

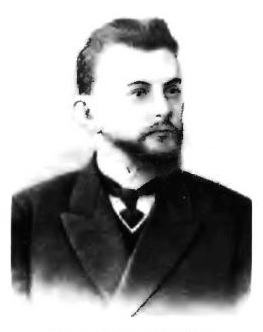
ボリス・フェドチェンコ

ボリス・フェドチェンコ（Boris Alexejewitsch Fedtschenko、ロシア語表記:Борис Алексеевич Федченко、1872年12月27日 - 1947年9月29日）はソビエト連邦の植物学者である。

## 略歴
父親は植物学者のアレクセイ・フェドチェンコで、母親のオルガ・フェドチェンコも植物学者である。ボリス・フェドチェンコは夫妻が西ヨーロッパ旅行中にライプツィヒで生まれた。ボリスの生まれた8ヵ月後に父親はモンブラン登頂中に事故死した。オルガ・フェドチェンコは息子とロシアに戻り、植物研究を続けた。1891年から翌年にかけて、オルガはボリスを伴ってウラル山脈に最初の植物調査を行い、1893年には2人はクリミアを2度訪れ、クリミア山地やセヴァストポリ地域の植物を収集した。1894年にはトランスコーカシア地方、1897年には天山脈西部を調査した。
1898年から1899年の間、サンクトペテルブルクの帝立植物園で働いた。
1901年に、オルガとボリスはパミール山脈の植物探検を行い、その成果は"Materiaux pour la flore du Caucase" (1901)、"Flora of the Pamirs" (1901)、"Conspectus Florae Turkestanicae" (1913)などの著作で発表され、4145の植物の種が網羅された。1899年から1904年の間、収集した植物を研究し、一連の論文を執筆し、標本類は植物園に収められ、現在ももっとも重要なコレクションのひとつになっている。1902年までに、帝立植物園の標本館の館長になり、植物園の紀要の編集を行い、1909年に「植物ジャーナル」(Ботаническiй Журналъ)の発刊をやめ、「ロシアの植物誌（Русскiй ботаническiй журналъ）の出版を始め、この雑誌は年に8巻、発行され、第一次世界大戦によって資金が不足した1915年まで発行された。
1931年にサンクトペテルブルクの植物園と植物研究所は統合され、コマロフ研究所が創設されるとウラジーミル・レオンテヴィッチ・コマロフの後を継いで所長を務めた。大規模な事典『ソビエト連邦の植物』（"Флора СССР"）を作るプロジェクトも引き継いだが、それが完成するのは没後の1964年である。

## 著作
- オルガ・フェドチェンコと共著、 "Plantea asiae mediae", 1906-1916
- "Flora von Jakutsien" 1907 (ロシア語 "Jakutskaja Flora")
- オルガ・フェドチェンコと共著 "Conspectus Florae Turkestanicae" 1913
- Alexander Fjodorowitsch Flerowと共著 "Flora des europäischen Russland", 1908-1910 (ロシア語)
- Alexander Fjodorowitsch Flerowと共著 " Flora des Asiatischen Russland, 1912- 1924 (russisch)
- Flora der Oka, drei Teile, 1907, 1908, 1910 (russisch)
- Boris Konstantinowitsch Schischkinと共著 "Flora Rossiae austro-orientalis" 1927-1938